# البطولة الوطنية المجرية 1923–24
البطولة الوطنية المجرية 1923–24 (بالمجرية: 1923–1924-es magyar labdarúgó-bajnokság)‏ هو الموسم 21 من  البطولة الوطنية المجرية. أشرف على تنظيمه اتحاد المجر لكرة القدم، وكان عدد الأندية المشاركة فيه  12، وفاز فيه نادي بودابست.